# 할런 코벤
할런 코벤(Harlan Coben, 1962년 1월 4일 ~ )은 미국의 소설가이다. 현재 사건이 전개되는 가운데 주인공의 과거 속에서 해결되지 않고 남아 있던 어떤 일이 뜻하지 않게 부각되며 얽혀들어가는 플롯을 즐겨 사용한다. 따라서 소설이 종종 복잡한 구성을 취한다. 작품 배경으로 뉴욕이나 뉴저지 부근이 많이 등장한다.

## 개인사
코벤은 뉴저지(New Jersey) 뉴워크(Newark) 유태인 가정에서 태어나서 리빙스턴(Livingston)의 고등학교를 다녔다. 앰허스트 대학교(Amherst College) 재학 중에 Psi Upsilon 형제회(Psi Upsilon fraternity)의 회원이었다. 당시 그 회원이었던 사람으로 다빈치 코드의 작가인 댄 브라운(Dan Brown)이 있다. 두 사람은 오늘날까지 친분을 유지하고 있다. 동(同)대학 정치학과를 졸업한 후 자신의 할아버지가 운영하는 여행사에서 일했다. 현재 소아과 의사인 아내 앤 암스트롱(Anne Armstrong-Coben) 그리고 4명의 자녀와 뉴저지에 거주하고 있다.

## 경력
대학교 2학년 경 작가가 될 것을 결심하였다. 26살때 첫 소설이 출판사로부터 받아들여졌다. 20대 후반에 2권의 독립형(stand-alone, 주인공이 연결되지 않는 독립적 형태의 책, 원제는 Play Dead 1990, Miracle Cure 1991) 스릴러 소설을 썼다가, 한 명의 주인공을 등장시키는 연작 스릴러로 방향을 수정하였다. 그것이 마이런 볼리타 시리즈. 전직 농구선수였다가 스포츠 에이전트로 전직한 볼리타가 고객의 살인사건에 얽혀 사건 해결을 모색하게 되는 것이 매편 볼 수 있는 줄거리의 대강이다. 지금까지 8편이 나왔다.
에드가 상(Edgar Award), 샤머스 상(Shamus Award), 앤소니 상(Anthony Award)을 수상하여 이 세 가지 상을 수상한 최초의 작가가 되었다.
마이런 볼리타 시리즈를 만들어낸 것이 1995년의 일인데, 2001년 오랜만에 다시 독립형 소설을 써냈다(《Tell No One》). 이 작품은 지금껏 가장 많이 팔린 그의 소설이 되었다. 4편의 독립형 소설을 더 써내고 난 후 2006년 마이런 볼리타 시리즈의 8번째 책을 선보였다(《Promise Me》). 최근 독립형 스릴러 소설인 《The Woods》 와 《Hold Tight》를 썼다.

## Trivia
2004년 빌 클린턴 전 대통령이 《second no chance》를 들고 병원에서 퇴원하는 모습이 언론에 보도되어(New York Post) 화제를 일으켰다. 클린턴은 그의 애독자로 알려져 있다.

## 작품
| 년도 | 원제목           | 대한민국판 제목/출판사   | 특징                                                 |
| ---- | ---------------- | ------------------------ | ---------------------------------------------------- |
| 1990 | Play Dead        |                          |                                                      |
| 1991 | Miracle Cure     |                          |                                                      |
| 1995 | Deal Breaker     | 위험한 계약/노블마인     | '마이런 볼리타'가 등장하는 첫 작품, 영화제작 발표됨. |
| 1996 | Drop Shot        |                          | '마이런 볼리타'가 등장하는 두 번째 작품              |
| 1996 | Fade Away        | 페이드 어웨이/노블마인   | '마이런 볼리타'가 등장하는 세 번째 작품              |
| 1997 | Back Spin        |                          | '마이런 볼리타'가 등장하는 네 번째 작품              |
| 1998 | One False Move   |                          | '마이런 볼리타'가 등장하는 다섯 번째 작품            |
| 1999 | The Final Detail |                          | '마이런 볼리타'가 등장하는 여섯 번째 작품            |
| 2000 | Darkest Fear     |                          | '마이런 볼리타'가 등장하는 일곱 번째 작품            |
| 2001 | Tell No One      | 밀약/멘톨                | (프랑스에서 영화화, 2006년 〈Tell No One〉)          |
| 2002 | Gone for Good    | 영원히 사라지다/비채     |                                                      |
| 2003 | No Second Chance | 마지막 기회/대교베텔스만 |                                                      |
| 2004 | Just One Look    | 단 한번의 시선/비채      |                                                      |
| 2005 | The Innocent     | 결백/비채                |                                                      |
| 2006 | Promise Me       |                          | '마이런 볼리타'가 등장하는 여덟 번째 작품            |
| 2007 | The Woods        | 숲/비채                  |                                                      |
| 2008 | Hold Tight       | 아들의 방/비채           |                                                      |
| 2009 | Long Lost        |                          |                                                      |
| 2011 | Caught           | 용서할 수 없는/비채      |                                                      |